# Willem Herrebrugh
Willem Herrebrugh (Amsterdam, 30 september 1946) is een Nederlands ondernemer en politicus. Sinds 29 maart 2023 is hij lid van het algemeen bestuur van waterschap Zuiderzeeland namens de Algemene Waterschapspartij (AWP). Ook was hij van 1998 tot 2002 Tweede Kamerlid namens de Partij van de Arbeid (PvdA).

## Biografie
Herrebrugh ging na de lagere school van 1958 tot 1963 naar de hogereburgerschool Dr. Ir. C. Lely Lyceum in Amsterdam, en aansluitend van 1963 tot 1965 naar de vierjarige handelsdagschool en van 1965 tot 1966 naar de vijfjarige hbs-a. Daarna vervulde hij zijn militaire dienstplicht bij de Technische Dienst van de Koninklijke Landmacht van 1966 tot 1968 en studeerde hij, zonder af te ronden, vijf jaar politicologie aan de Universiteit van Amsterdam.
Na zijn studententijd ging Herrebrugh aan de slag in de scheepsbevoorrading (1973-1977), als expediënt (1977-1980), cargadoor (1980-1981) en verschepingsmanager (1981-1994). Medio jaren tachtig werd hij namens de Partij van de Arbeid ook lid van de gemeenteraad van Lelystad, wat hij elf jaar zou blijven, waarvan vijf jaar als fractievoorzitter. Hij was enige tijd directeur-eigenaar van een exportfaciliteringsbedrijf.
Bij de Tweede Kamerverkiezingen 1998 was Herrebrugh de nummer 53 van de PvdA, waardoor hij na kabinetsdeelname van de PvdA in de Tweede Kamer der Staten-Generaal kwam. Ook in de Tweede Kamer had scheepvaart zijn warme belangstelling en daarnaast sprak hij over onder meer binnenvaart, waterbeheer en dijkversterkingen. Bovendien was hij visserij-woordvoerder van zijn fractie. Hij sprak, met krachtig stemgeluid, als een van de weinigen zonder papier. Hij behoorde in 2001 tot de minderheid van zijn fractie die tegen het wetsvoorstel 'Strafrechtelijke opvang van verslaafden' stemde, en in 2001 tot de minderheid van de gezamenlijke PvdA-fracties die tegen het wetsvoorstel stemde waarin aan de prins van Oranje toestemming werd verleend voor een huwelijk met Máxima Zorreguieta.
In 2002 werd Herrebrugh commercieel medewerker, tot hij in 2005 directeur Havenbeheer werd in de gemeente Harlingen. Verder was hij enige tijd voorzitter van de Programmaraad Zuid-Oost Flevoland.
Voor de Tweede Kamerverkiezingen 2012 stond Herrebrugh op nummer 4 van de kandidatenlijst van 50PLUS. Van 2015 tot 2019 was hij namens 50PLUS lid van het bestuur van het waterschap Zuiderzeeland, sinds 2023 is hij dat namens de AWP.

## Onderscheiding
In 2002 is Herrebrugh benoemd tot Ridder in de Orde van Oranje-Nassau.